# Казе Бука (Месина)
Казе Бука је насеље у Италији у округу Месина, региону Сицилија.
Према процени из 2011. у насељу је живело 35 становника. Насеље се налази на надморској висини од 291 м.